# Kickboxer 3
Kickboxer 3: The Art Of War es una película de acción de 1992. Es la tercera entrega de la saga Kickboxer y es protagonizada por Sasha Mitchell.

## Argumento
David  Sloan, el campeón norteamericano de kickboxing, llega a Brasil acompañado de Xian para enfrentarse con el temible campeón argentino Eric Martine, cuyo mánager administra una red de prostitución de adolescentes en secreto. Sloan conoce en un incidente a un niño de la calle llamado Marcos, a quien nombra su asistente y con quien forja relaciones muy sólidas, y a su hermana Isabella, una preciosa muchacha adolescente que es secuestrada por el mánager de Martine, Frank Lane. 
David deberá sobrevivir en las calles de Río de Janeiro, una ciudad marcada por la delincuencia juvenil y la prostitución, para poder dar con el paradero de la hermana de Marcos antes de que ocurra una desgracia.

## Reparto
- Sasha Mitchell: David Sloane
- Dennis Chan: Xian Chow
- Richard Comar: Lane
- Noah Verduzco: Marcos
- Alethea Miranda: Isabella
- Milton Gonçalves: Sergent
- Ricardo Petráglia: Alberto
- Gracindo Júnior: Pete
- Miguel Oniga: Marcelo
- Lenor Gottlieb: Margarida
- Renato Coutinho: Branco
- Kate Lyra: La femme de Branco
- Ian Jacklin: Eric Martine
- Manitu Felipe: Machado
- Shuko Ron: Reinaldo